# Землянківська сільська рада (Глобинський район)
Землянківська сільська рада — колишній орган місцевого самоврядування у Глобинському районі Полтавської області з центром у селі Землянки. Населення сільської ради на 1 січня 2011 року становить 1236 осіб. Раді підпорядковані 4 населені пункти: с. Землянки, с. Корещина, с. Малинівка, с. Радалівка.

## Географія
Сільська рада межує з Кринківською, Іваново-Селищенською, Зубанівською сільськими радами, Семенівським, Хорольським, Великобагачанським районами та Глобинською міською радою.
На території сільської ради протікає річка Хорол.
Землянківська сільська рада розташована в лісостеповій зоні. Ґрунти переважно чорноземлі.
На території сільської ради автотрас обласного та районного значення немає.
Площа сільської ради — 8158,94 га:
- сільськогосподарські угіддя — 90 %
- лісовкриті площі — 2,7 %
- водойми — 1 %
- інші землі — 6,3 %

## Населення
На території Землянківської сільської ради розташовано 4 населені пункти з населенням на 1 січня 2011 року 1236 осіб:
| № | Назва села   | 2001 чол. | 2011 чол. |
| - | ------------ | --------- | --------- |
| 1 | с. Землянки  | 364       | 331       |
| 2 | с. Корещина  | 195       | 160       |
| 3 | с. Малинівка | 245       | 202       |
| 4 | с. Радалівка | 644       | 543       |
|   | всього       | 1448      | 1236      |

## Влада
- Сільські голови[1]:
Расторгуєв Сергій Миколайович
- 15 депутатів сільської ради[1]:
  1. Роман Ірина Володимирівна
  2. Срібна Вікторія Володимирівна
  3. Бартош Петро Петрович
  4. Джулай Юлія Миколаївна
  5. Зліщева Віра Василівна
  6. Коваленко Любов Михайлівна
  7. Кушнерова Ольга Миколаївна
  8. Дзюба Юлія Іванівна
  9. Ужищенко Василь Степанович
  10. Павленко Василь Іванович
  11. Павленко Людмила Михайлівна
  12. Ужищенко Сергій Степанович
  13. Остапенко Анатолій Іванович
  14. Ситник Олександр Володимирович
  15. Волощенко Віктор Іванович

## Економіка
Виробнича спеціалізація підприємств розташованих на території Землянківської сільської ради: виробництво зерна і технічних культур.
Провідні підприємства:
- ТОВ "Агрофірма «Землянки» основні галузі рослинництва — вирощування зернових і технічних культур

Фермерські господарства:
- СФГ «Граніт» основні галузі рослинництва — вирощування зернових і технічних культур
- СФГ «Яновщина» основні галузі рослинництва — вирощування зернових і технічних культур
- СФГ «Григор'єв» основні галузі рослинництва — вирощування зернових і технічних культур
- СФГ «Радалівське» основні галузі рослинництва — вирощування зернових і технічних культур

## Освіта
Серед закладів освіти є:
- 2 загальноосвітні школи І-ІІІ ступенів
- 1 дошкільний заклад

## Медицина
На території сільради працюють 3 фельдшерсько-акушерські пункти.

## Культура
Є п'ять закладів культури:
- 1 сільський будинок культури
- 2 сільських клуби
- 2 бібліотеки

## Архітектурні, історичні та археологічні пам'ятки
На сільському кладовищі с. Корещина похована Народна артистка України, Герой України Раїса Кириченко. На території Землянківської загальноосвітньої школи в 2008 році встановлений пам'ятник Народній артистці України, Герою України Раїса Опанасівна Кириченко.
В центрі с. Малинівка на могилі офіцера Радянської армії Чекунова В. І., в 1956 р. встановлений пам'ятник.
В центрі с. Радалівка на могилі офіцера Радянської армії Павлова, в 1956 р. встановлений пам'ятник та обеліски воїнам-односельцям, які загинули в роки Другої світової війни.

## Особистості
- Раїса Опанасівна Кириченко — Народна артистка України, Повний кавалер ордена Княгині Ольги, Герой України
- Ковнір Г. О. — Доктор економічних наук, Академік Міжнародної академії економічних наук, заслужений учитель Росії